# خالد بن هاشم الدباغ
خالد بن هاشم الدباغ رئيس مجلس إدارة سابك ورئيس لجنة الاستثمار 2020 حتى الآن.

## التعليم
درجة البكالوريوس في الهندسة الصناعية من جامعة توليدو عام 1985م.
كما أكمل عدداً من برامج القيادة التنفيذية، منها برنامج كبار المديرين التنفيذيين في كلية لندن للأعمال.

## المسيرة المهنية
- دائرة تحليل الأعمال والتخطيط المؤسسي في أرامكو 2006م-2010م
- وأمين الخزينة في أرامكو 2010م-2012م
- مراقب الحسابات في أرامكو 2012م-2018م
- النائب الأعلى للمالية والإستراتيجة والتطوير في أرامكو السعودية 2018م.
- رئيس مجلس إدارة سابك 2020م.[2]

كما شغل سابقاً رئاسة وعضوية العديد من مجالس شركات عالمية ومحلية مثل: شركة شوا شيل في اليابان، وكلاً من شركات فوجيان الصينية للتكرير والبتروكيمائيات، أرلانكسيو في هولندا، شركة أرامكو لتجارة المنتجات البترولية، شركة صدراة للكيميائيات، وكلاً من شركات بنغرانغ للتكرير والبتروكيميائيات الماليزية، شركة وصاية للإستثمار، شركة أرامكو السعودية للتطوير (سادكو)، بالإضافة لشركات وكيانات أخرى.
كما شغل مناصب رئيسية في شركات تابعة لأرامكو السعودية، منها منصب رئيس الإداريين التنفيذيين بشركة ارامكو في الولايات المتحدة الأمريكية، والمدير العام بشركة أرامكو في العاصمة اليابانية طوكيو.